# Doenças da aorta
As Doenças da aorta são as doenças que afetam esta artéria, a primeira que sai do ventrículo esquerdo do coração e distribui o sangue para todo o corpo.
Sua análise é feita a partir de dados da História clínica e do Exame físico, mas muitas das doenças da aorta não geram sintomas e não alteram o exame. Existe uma série de métodos complementares que são usados na análise da doença de aorta. Entre eles o Doppler colorido, a Radiografia de tórax, a Aortografia, a Ecocardiografia transtorácica, a Ecocardiografia transesofagiana, a Tomografia computadorizada e a Ressonância nuclear magnética.
As principais doenças que afetam a aorta são:
- Aneurisma de aorta - Uma dilatação anormal da artéria.
- Dissecção de aorta - Quando ocorre uma ruptura progressiva, com uma separação entre as camadas da parede da artéria.
- Ateromatose da aorta - Quando existe a presença de Aterosclerose na Aorta.
- Arterites da aorta - Quando ocorre uma inflamação na parede da artéria.
- Tumor de aorta - Quando ocorre uma Neoplasia na artéria.

O tratamento das doenças de aorta e o seu prognóstico, naturalmente dependem do tipo de doença e da fase em que ela se encontra, mas pode variar desde simples observação por toda a vida, sem afetar nem a qualidade nem a perspectiva de vida, até cirurgias de emergência.